# Leo Olschewski
Leo Olschewski (* 14. April 1894 in Königsberg; † 11. August 1942 im KZ Dachau) war ein deutscher römisch-katholischer Geistlicher und Märtyrer.

## Leben
Leo Olschewski machte Abitur in Königsberg und studierte Theologie am Lyceum Hosianum in Braunsberg. Während des Ersten Weltkriegs leistete er Kriegsdienst in Frankreich und Litauen. Er wurde am 23. November 1919 in Frauenburg zum Priester geweiht. Er war kurzzeitig Kaplan in Siegfriedswalde und Tilsit und wirkte ab 1922 in Ridelkalnis/Riedelsberg, Ortsteil von Wischwill (Landkreis Pogegen, Bistum Telšiai zwischen Ostsee und Kaunas, unweit der Memel), wo er von seinen Litauisch-Kenntnissen profitieren und seiner Jagdleidenschaft frönen konnte.
1935 wurde er als Deutscher ausgewiesen, wirkte kurz in Marienfelde und wurde Pfarrer in Bilderweitschen. Ab 1938 war er Propst in Tilsit. Dort geriet er wegen verbotener Polenseelsorge und einer Äußerung über die Grausamkeiten der SS in das Visier der Gestapo. Am 25. August 1941 wurde er verhaftet und am 15. Dezember 1941 in das KZ Dachau gebracht (Häftlingsnummer: 28918). Er starb am 11. August 1942 im Alter von 48 Jahren.

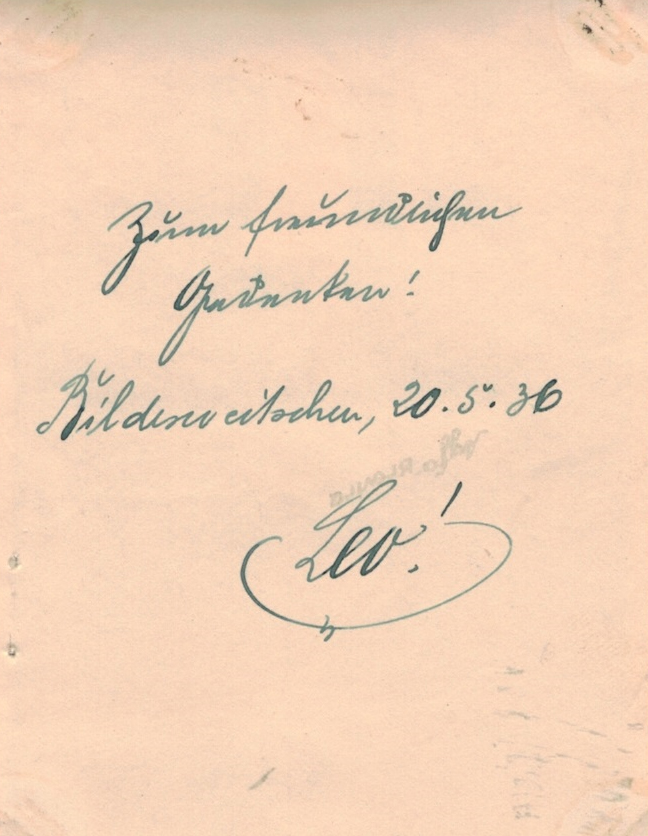
Bilderweitschen 1936

## Gedenken
Die Römisch-katholische Kirche in Deutschland hat Leo Olschewski als Märtyrer aus der Zeit des Nationalsozialismus in das deutsche Martyrologium des 20. Jahrhunderts aufgenommen.

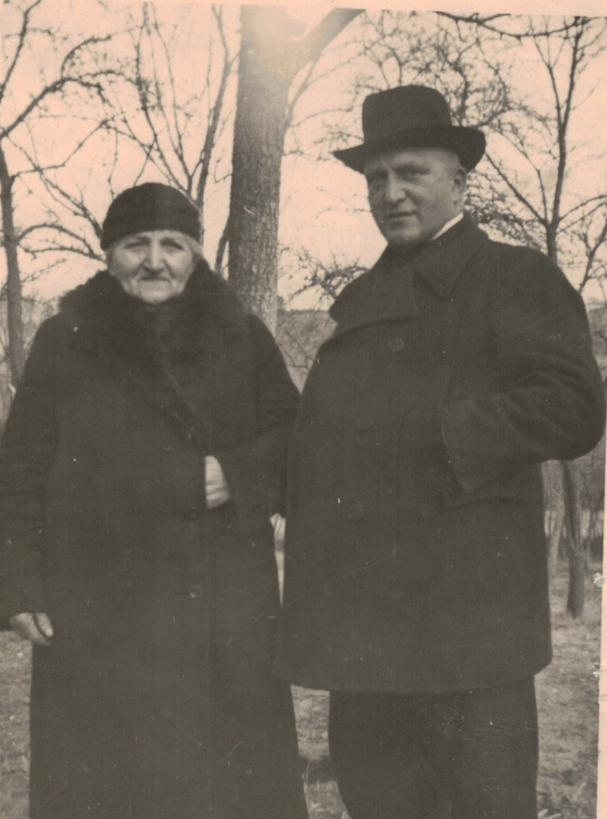
Bilderweitschen 1936